# Monasterio de Geghard
El monasterio de Geghard (en armenio Գեղարդ) es una construcción arquitectónica única en la provincia de Kotayk en Armenia, parcialmente excavada en la montaña adyacente, rodeada por acantilados. El monasterio, junto con el valle alto del Azat, fueron incluidos por la Unesco en la lista del Patrimonio de la Humanidad en 2000.
Mientras que la capilla principal fue construida en 1215, el complejo monástico fue fundado en el siglo IV por Gregorio el Iluminador en el lugar de un manantial sagrado en el interior de una caverna. El monasterio por lo tanto fue llamado originariamente Ayrivank, significando con ello «el Monasterio de la Cueva». El nombre usado habitualmente para el monasterio hoy en día, Geghard, o de forma íntegra Geghardavank (Գեղարդավանք), significa «el Monasterio de la Lanza», que se origina de la lanza que hirió a Jesús en la Crucifixión, supuestamente llevada a Armenia por el apóstol Judas, llamado Tadeo, y conservada entre otras reliquias. Actualmente se exhibe en el tesoro de Echmiadzin.
Los espectaculares acantilados que rodean el monasterio son parte de la garganta del río Azat, y están incluidos junto con el monasterio en la lista del Patrimonio Mundial. Algunas de las iglesias dentro del complejo monástico están enteramente excavadas en los acantilados de roca, otras son poco más que cuevas, mientras que otras son estructuras elaboradas, con secciones con paredes arquitectónicamente complejas y al tiempo habitaciones en lo profundo del interior del acantilado. La combinación, junto con numerosos jachkares labrados y en pie son una vista única, siendo uno de los destinos turísticos más frecuentes de Armenia.
La mayor parte de los visitantes de Geghard también escogen visitar el cercano templo de Garni, una estructura tipo Partenón ubicada más abajo en el río Azat. Visitando ambos lugares en un solo viaje es tan habitual que a menudo son mencionados al unísono como Garni-Geghard.

## Historia
El monasterio se fundó en el siglo IV, según la tradición por Gregorio el Iluminador. En el lugar había un manantial que surge en una cueva que era sagrado en los tiempos precristianos, de ahí uno de los nombres por los que era conocido, Ayrivank (el Monasterio de la Cueva). El primer monasterio fue destruido por los árabes en el siglo IX.
Nada ha quedado de las estructuras de Ayrivank. Según los historiadores armenios de los siglos IV, VIII y X el monasterio comprendía, aparte de edificios religiosos, varias instalaciones residenciales y de servicios. Ayrivank sufrió grandemente en 923 cuando Nasr, un viceregente de un califa árabe en Armenia, quien saqueó su valiosa propiedad, incluyendo manuscritos únicos y quemó las magníficas estructuras del monasterio. También recibió daño por los terremotos. 
Aunque hay inscripciones que se remontan a los años 1160, la iglesia principal fue construida en 1215 bajo los auspicios de los hermanos Zakare e Ivane, los generales de la reina Tamar de Georgia, quien recuperó la mayor parte de Armenia de los turcos. La sacristía, que en parte se alza por sí misma y en parte fue labrada en la roca del acantilado, se remonta a antes del año 1225, y una serie de capillas labradas en la roca data de mediados del siglo XIII tras la adquisición del monasterio por el príncipe Prosh Khaghbakian, vasallo de los zakarianos y fundador del principado proshiano. A lo largo de un corto periodo los proshyanos construyeron las estructuras cavernosas con la segunda iglesia rupestre, el sepulcro familiar de zhamatun Papak y Ruzukan, una sala de reuniones y estudios (que cayó a mediados del siglo XX) y numerosas celdas. La cámara alcanzaba desde el noreste de la sacristía se convirtió en la tumba del príncipe Prosh Khaghbakian en 1283. La cámara adyacente fue labrada en la roca las armas de la familia Proshian, incluyendo un águila con un cordero en sus fauces. La escalera oeste de la sacristía lleva a una cámara funeraria labrada en 1288 para Papak Proshian y su esposa Ruzukan. Los príncipes Proshyan proporcionaron a Geghard un sistema de irrigación en los años 1200. En esta época era también conocida como el Monasterio de las Siete Iglesias y el Monasterio de los Cuarenta Altares. Todo alrededor del monasterio hay cuevas y jachkares. El monasterio quedó paralizado, la iglesia solía ser un albergue para los rebaños de los nómadas Karapapakh en invierno, hasta que se reasentó por unos pocos monjes de Ejmiatsin después de la conquista rusa. Restaurado con propósitos turísticos pero ahora con una pequeña presencia eclesiástica, el lugar es todavía un lugar principal de peregrinaje. 
El monasterio fue famoso porque las reliquias que albergaba. La más célebre de ellas era la lanza que hirió a Cristo en la Cruz, supuestamente llevada allí por el apóstol Judas Tadeo, de lo que viene su nombre actual, Geghardavank (el Monasterio de la Lanza), primero documentado en 1250. Esto hizo que se convirtiera en lugar de peregrinación popular entre los cristianos armenios a lo largo de los siglos. Reliquias de los apóstoles Andrés y Juan fueron donados en el siglo XII, y visitantes piadosos hicieron numerosas concesiones de tierra, dinero y manuscritos a lo largo de los siglos posteriores. En una de las celdas rupestres, en el siglo XIII, Mkhitar Ayrivanetsi, el bien conocido historiador armenio. No han sobrevivido obras de arte aplicada, salvo la legendaria lanza (geghard). El mástil lleva una placa en forma de diamante unida a su extremo; una cruz griega con extremos patados está cortada en la placa. Una caja especial se hizo para ella en 1687, ahora conservada en el museo del monasterio de Echmiadzin. La caja de plata dorada en un artículo de artesanía ordinario de la Armenia del siglo XVII. 

## Galería de imágenes

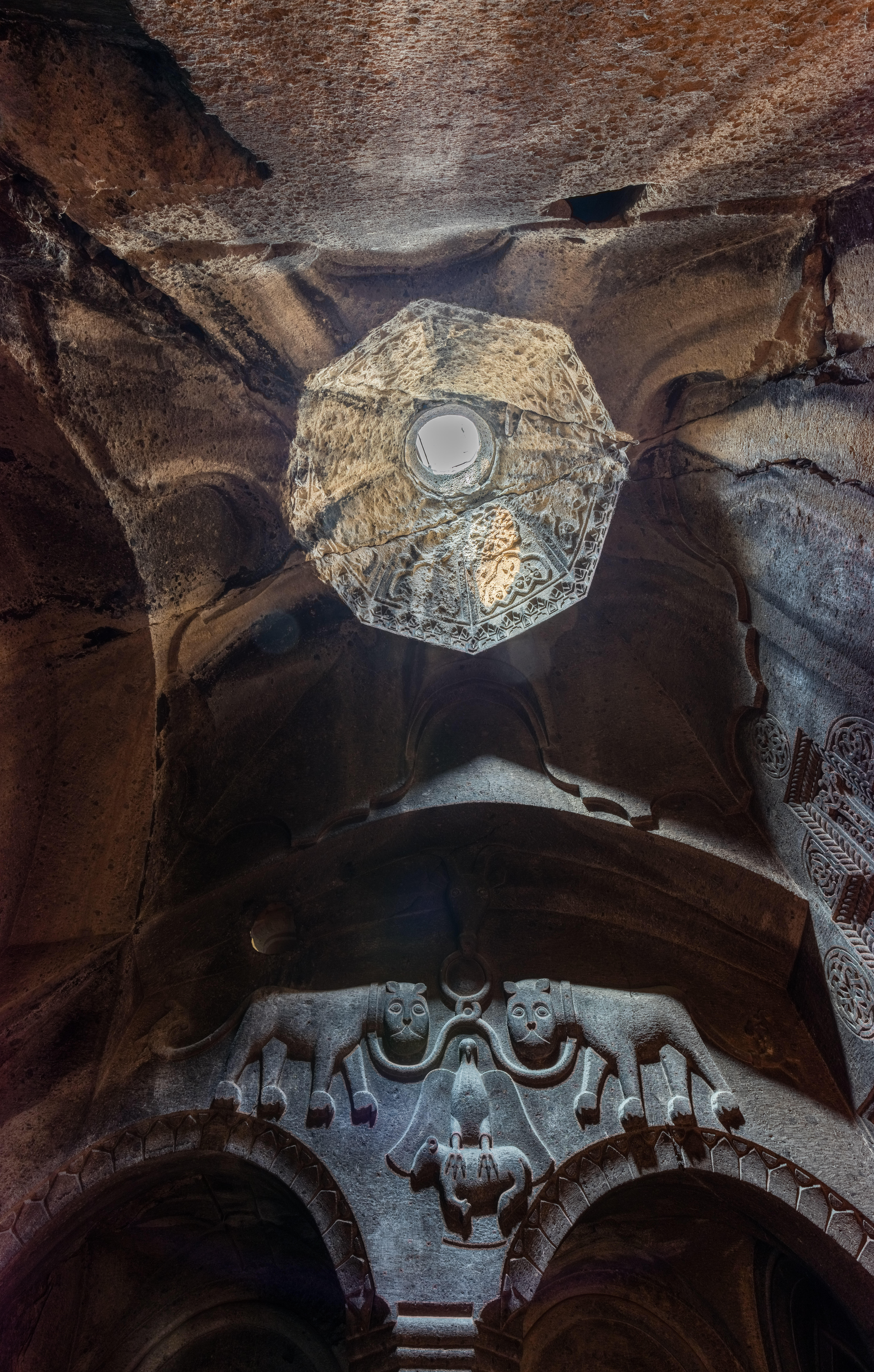
Jhamatun o primera cámara rupestre.
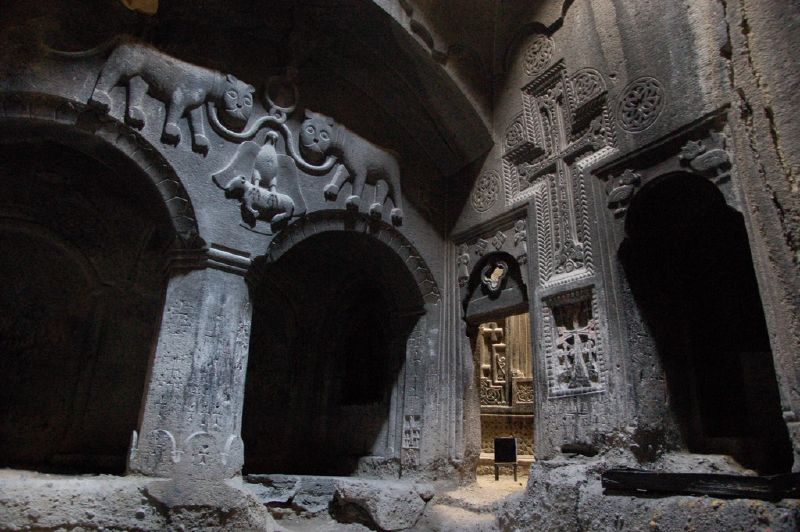
Otro ángulo del Jhamatun.
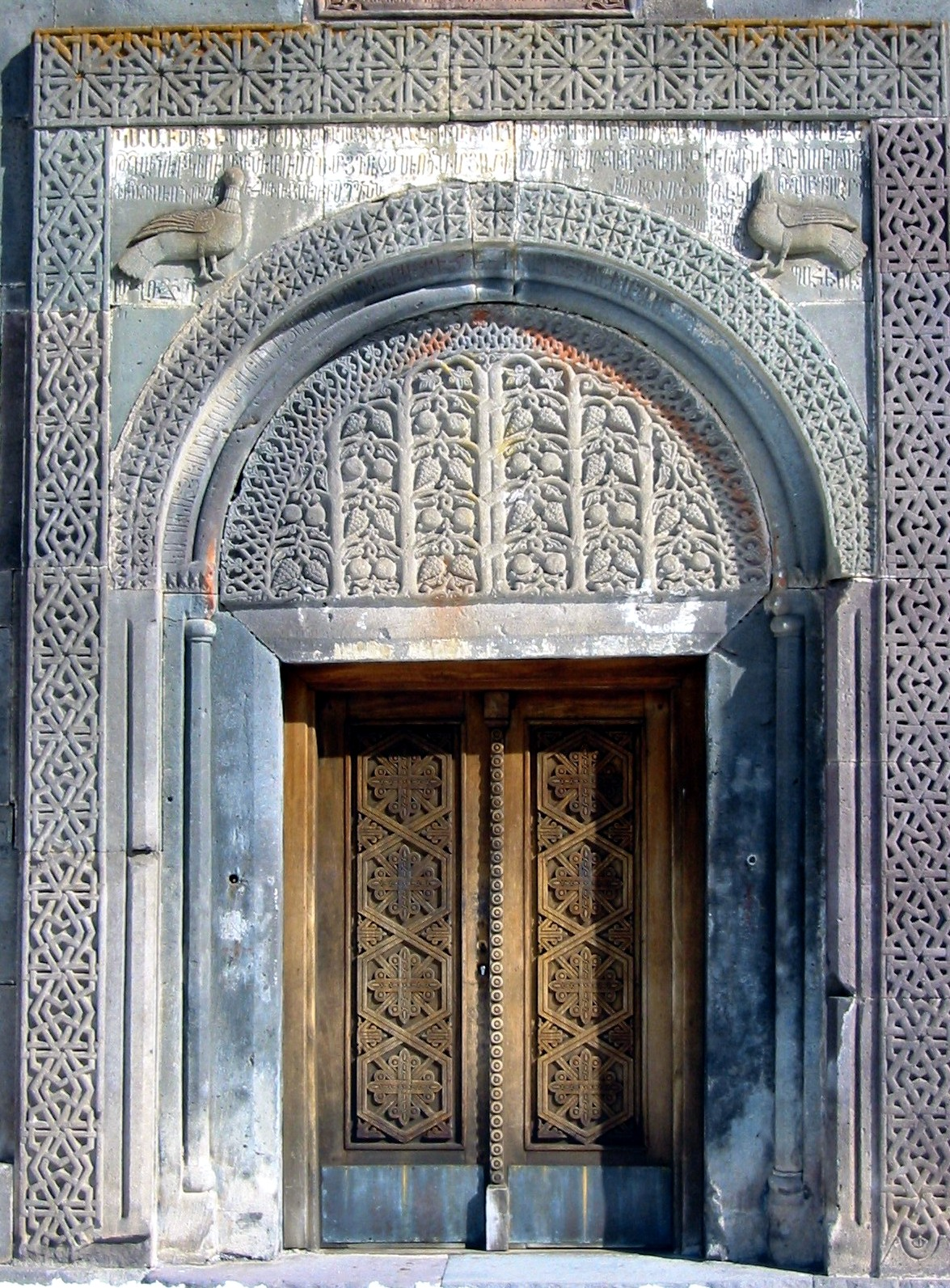
Portal.
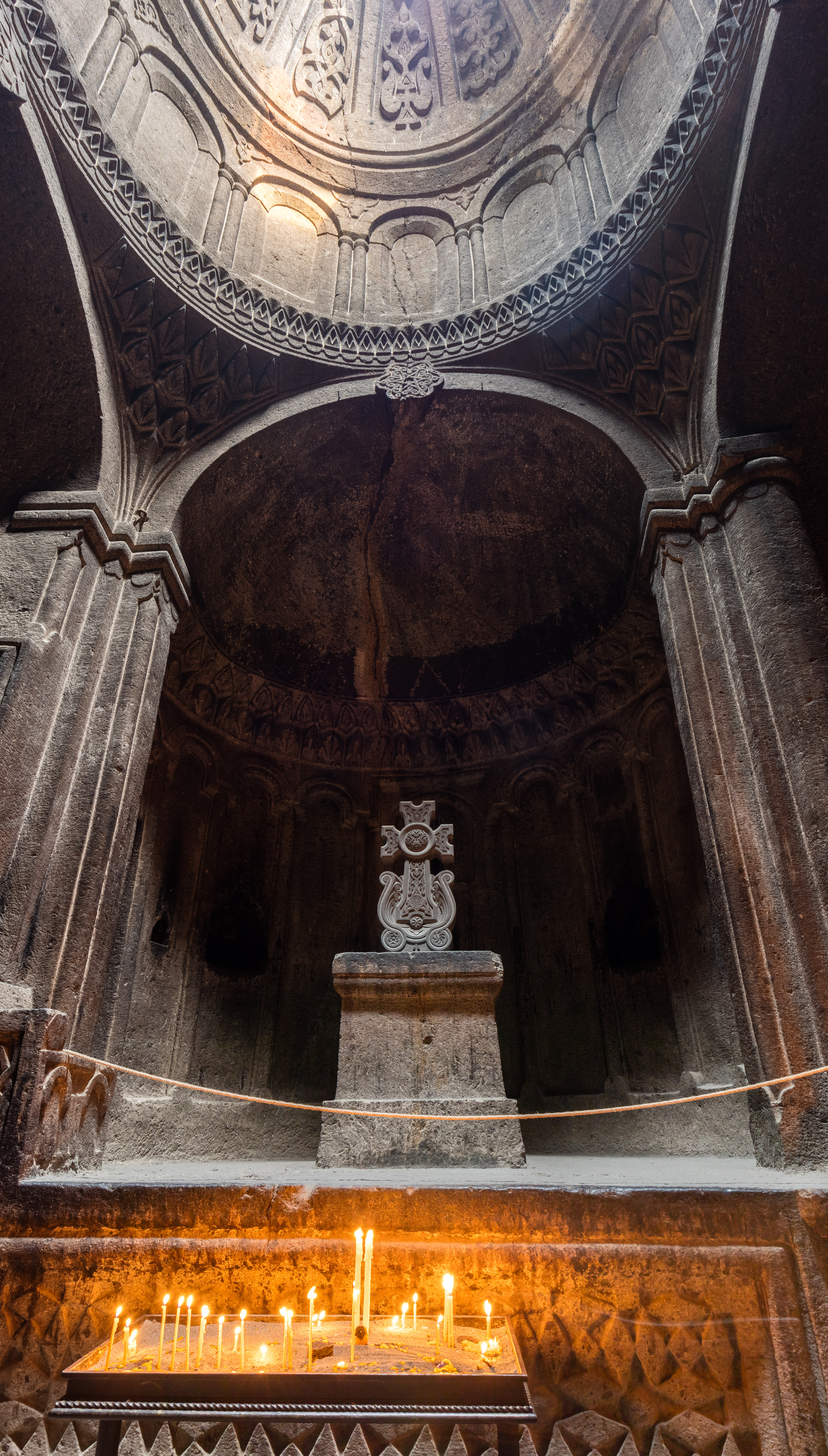
Capilla anexa.
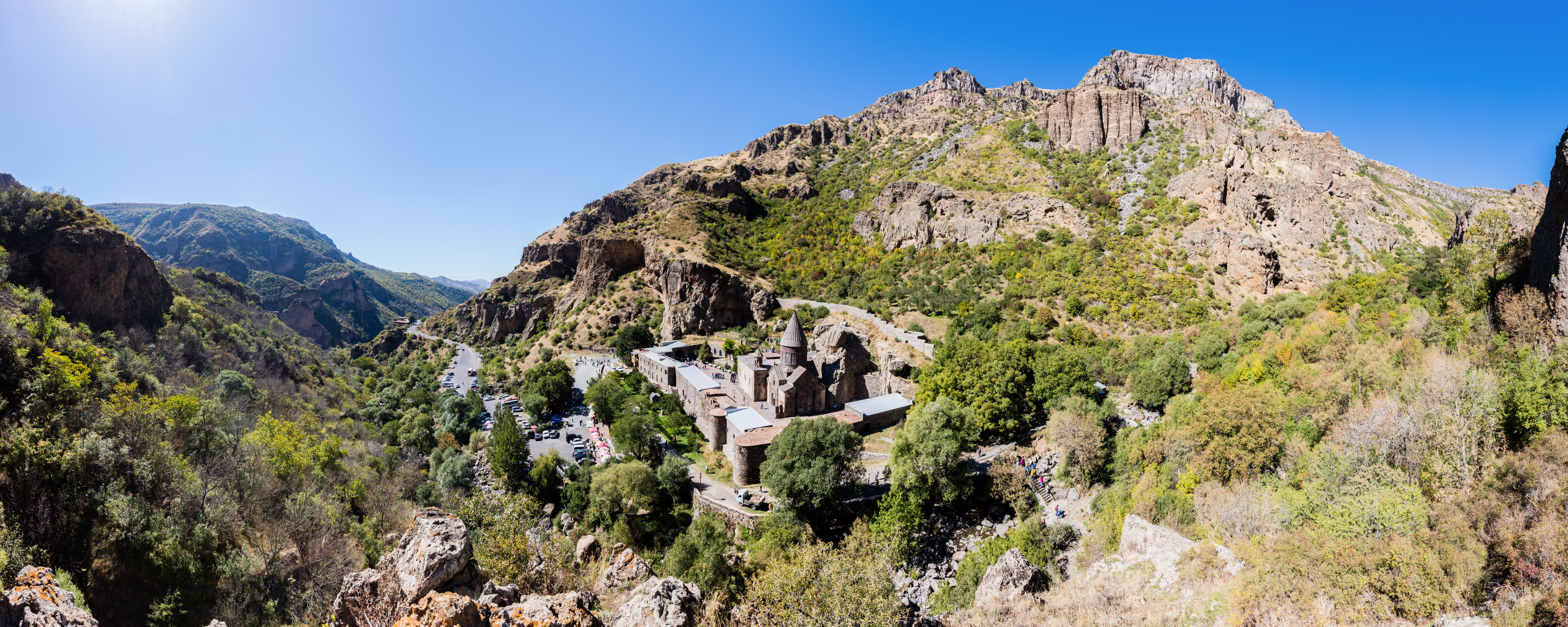
Vista general.